# 國道7號 (芬蘭)
國道7號（芬蘭語：Valtatie 7）是連接芬蘭首都赫爾辛基，沿芬蘭灣岸往東，至與俄羅斯接壤的維羅拉赫蒂的一條公路，全長187公里。預計2015年將全線升級為高速公路。
全段為歐洲E18公路的一部分。